# Karatzova-Decauville-Bahn
| Decauville-Lokomotive mit Personenzug auf einer Brücke |                     |                                  |                                  |
| Ungefährer Streckenverlauf |                     |                                  |                                  |
| Streckenlänge: | 29 + 13,5 km        |                                  |                                  |
| Spurweite: | 600 mm (Schmalspur) |                                  |                                  |
| |                     |                                  |                                  |
| \| \| km[1] \| \| Inbetriebnahme \| \| \| 13,3 \| Orma \| September 1918 \| \| \| 9,7 \| Megaplatanos \| 28. August 1918 \| \| \| 6,4 \| Polykarpi \| Polykarpi \| \| \| \| Sosandra \| 1918 \| \| \| 28,4 \| Aridea \| 3. Dez. 1916 \| \| \| 24,2 \| Xifiani \| Xifiani \| \| \| \| Weiche nach Orma \| 20. Juli 1918 \| \| \| 0,0 18,7 \| Apsalos \| 10. Sept. 1916 \| \| \| 12,4 \| Nea Zoi \| 12. August 1916 \| \| \| 6,4 \| Profitis Ilias \| Profitis Ilias \| \| \| \| Normalspurstrecke nach Edessa \| \| \| \| 0,0 \| Skydra \| 18. Juli 1916 \| \| \| \| Bahnstrecke Thessaloniki–Florina \| \| |                     |                                  |                                  |
| | km                  |                                  | Inbetriebnahme                   |
| Kopfbahnhof Streckenanfang (Strecke außer Betrieb) | 13,3                | Orma                             | September 1918                   |
| Bahnhof (Strecke außer Betrieb) | 9,7                 | Megaplatanos                     | 28. August 1918                  |
| Bahnhof (Strecke außer Betrieb) | 6,4                 | Polykarpi                        | Polykarpi                        |
| Strecke (außer Betrieb) · Kopfbahnhof Streckenanfang (Strecke außer Betrieb) |                     | Sosandra                         | 1918                             |
| Strecke (außer Betrieb) · Bahnhof (Strecke außer Betrieb) | 28,4                | Aridea                           | 3. Dez. 1916                     |
| Strecke (außer Betrieb) · Bahnhof (Strecke außer Betrieb) | 24,2                | Xifiani                          | Xifiani                          |
| Strecke nach links (außer Betrieb) · Abzweig geradeaus und von rechts (Strecke außer Betrieb) |                     | Weiche nach Orma                 | 20. Juli 1918                    |
| Bahnhof (Strecke außer Betrieb) | 0,0 18,7            | Apsalos                          | 10. Sept. 1916                   |
| Bahnhof (Strecke außer Betrieb) | 12,4                | Nea Zoi                          | 12. August 1916                  |
| Bahnhof (Strecke außer Betrieb) | 6,4                 | Profitis Ilias                   | Profitis Ilias                   |
| Strecke von halbrechts · Strecke (außer Betrieb) |                     | Normalspurstrecke nach Edessa    | Normalspurstrecke nach Edessa    |
| Bahnhof · Kopfbahnhof Streckenende (Strecke außer Betrieb) | 0,0                 | Skydra                           | 18. Juli 1916                    |
| Strecke nach halblinks |                     | Bahnstrecke Thessaloniki–Florina | Bahnstrecke Thessaloniki–Florina |

Die Karatzova-Decauville-Bahn oder Feldbahn Skydra–Aridea war eine im Ersten Weltkrieg errichtete und anschließend noch einige Jahre zivil betriebene Heeresfeldbahn.

## Bezeichnung
Die Bezeichnung der Karatzova-Decauville-Bahn (griechisch Καρατζόβα Ντεκοβίλ Karatzóva Dekovíl) leitet sich von osmanisch Karatza Ovasi (schwarzes Tal) ab, der späteren Provinz und Gemeinde Almopia.

## Technische Parameter
Die Bahn nahm ihren Ausgang in Skydra, wo sie Anschluss an die normalspurige Bahnstrecke Thessaloniki–Bitola hatte. Das Gleisnetz bestand aus zwei Strecken:
- Im Endausbau verband die etwa 29 km lange Hauptstrecke Skydra mit Sosandra.
- Die davon abzweigende Strecke verband Apsalos mit Orma und war 13,3 km lang.

Wie bei Heeresfeldbahnen üblich, betrug die Spurweite 600 mm. Der Betrieb wurde mit Dampflokomotiven durchgeführt.

## Geschichte

### Militär

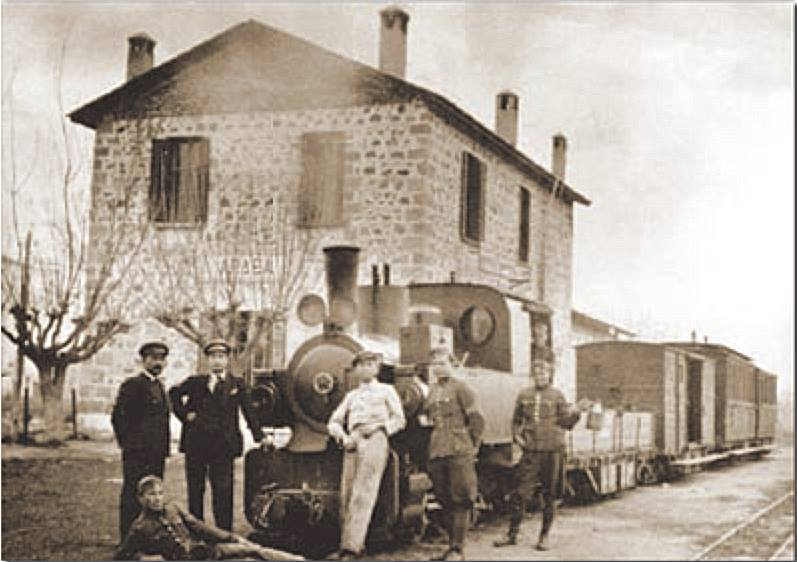
Bahnhof Aridea

Die Bahn wurde ab 1916 von französischen und serbischen Landstreitkräften errichtet. Sie war, ebenso wie die parallel dazu verlaufende Kodza-Déré-Decauville, von strategischer Bedeutung für die alliierten Streitkräfte der Entente und deren Vorbereitung und Durchführung der Schlacht von Skra-di-Legen.
Das Militär verwendete das dafür übliche vorgefertigte Gleismaterial und entsprechende Schienenfahrzeuge der französischen Société Decauville Aîné in Corbeil-Essonnes.
Die Strecke von Skydra nach Aridea wurde ab Juli 1916 innerhalb von fünf Monaten gebaut. Die Arbeiten begannen am 18. Juli 1916 und bereits am 12. August 1916 war die Strecke von Skydra bis Nea Zoi, der Streckenabschnitt Apsalos–Xifiani am 10. September 1916 fertiggestellt. Zwei Tage zuvor, am 8. September 1916, wurde beschlossen, die Strecke nach Aridea, dem Hauptquartier der Swamedia-Division, zu verlängern. In dem zweiwöchentlichen Bericht vom 16. Oktober 1916 kündigte General Maurice Sarrail den Beginn der Arbeiten dafür an, die Anfang Dezember 1916 abgeschlossen wurden.
1918 wurde die Bahn von Aridea nach Sosandra verlängert. Im gleichen Jahr, 1918, wurde auch eine Zweigstrecke von Apsalos nach Orma gebaut und in Betrieb genommen. Der Bau der Strecke nach Orma begann am 20. Juli 1918. Am 28. August 1918 wurde der Streckenabschnitt Apsalos–Megaplatanos fertiggestellt, und wenige Tage später die letzten ca. 3,5 km bis Orma.
Die Feldbahn diente vor allem dem Transport von Geschützen, Munition und Personen, auch Verwundeten in die in Skydra, weit hinter der Frontlinie liegenden, vom serbischen Heer betriebenen Lazarette mit 1500 Betten. Die Strecke hatte eine Transportkapazität von 400 bis 600 Tonnen pro Tag. Insgesamt wurden in den wenigen Jahren des militärischen Betriebes etwa 600 Geschütze und 85.000 Personen befördert.

### Zivile Nachnutzung
Die Franzosen übergaben die in Nordgriechenland verlegten Decauville-Schmalspurbahnen der griechischen Regierung, die den Betrieb der Karatzova-Decauville-Bahn 1923 dem Privatunternehmer und Banker Epaminondas Charilaos überließ. Später übertrug der griechische Staat den Betrieb des Netzes an die Lokaleisenbahnen Makedoniens (Τοπικοί Σιδηρόδρομοι Μακεδονίας / Chemins de fer Vicinaux de Macedonie – CFVM), die aber in der Wirtschaftskrise von 1936 den Betrieb endgültig einstellten. Unmittelbar danach begann der Abriss der Gleise, und die Lokomotiven und Wagen wurden in andere Schmalspurnetze gebracht.

### Historische Relikte
Die meisten Gleise und Brücken wurden in der Nachkriegszeit abgebaut. Ehemalige Empfangsgebäude stehen noch in Megaplatanos, Aridea, Apsalos und Xifiani. Außerdem sind  noch ein kurzes Gleisstück beim ehemaligen Bahnhof von Apsalos sowie eine Stahlbrücke erhalten. Die einzige erhaltene Lokomotive des Almopia-Netzes ist heute im Eisenbahnmuseum Athen ausgestellt.